# Stenia jarae
Stenia jarae är en orkidéart som beskrevs av David Edward Bennett. Stenia jarae ingår i släktet Stenia och familjen orkidéer. Inga underarter finns listade i Catalogue of Life.

## Bildgalleri

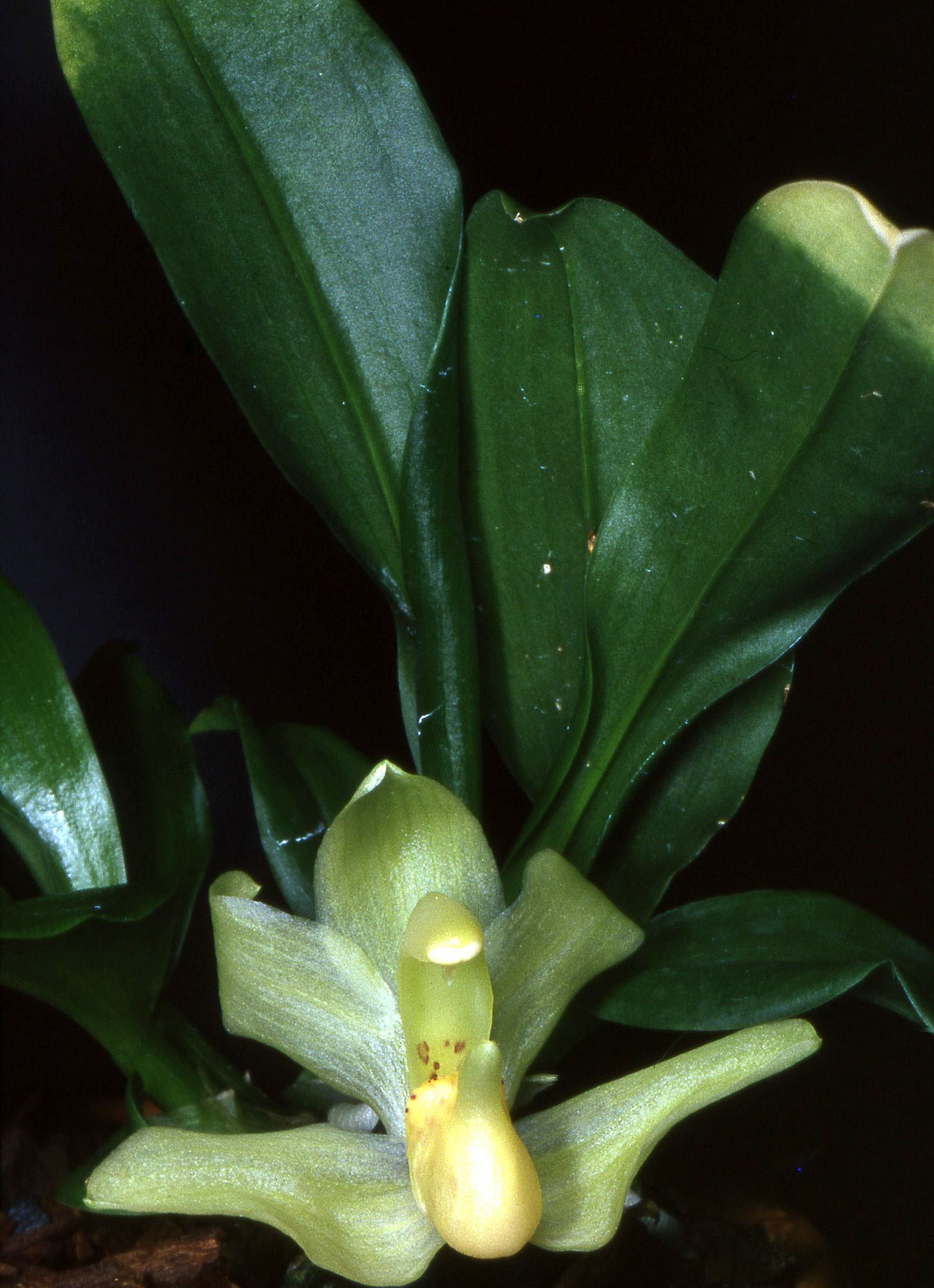
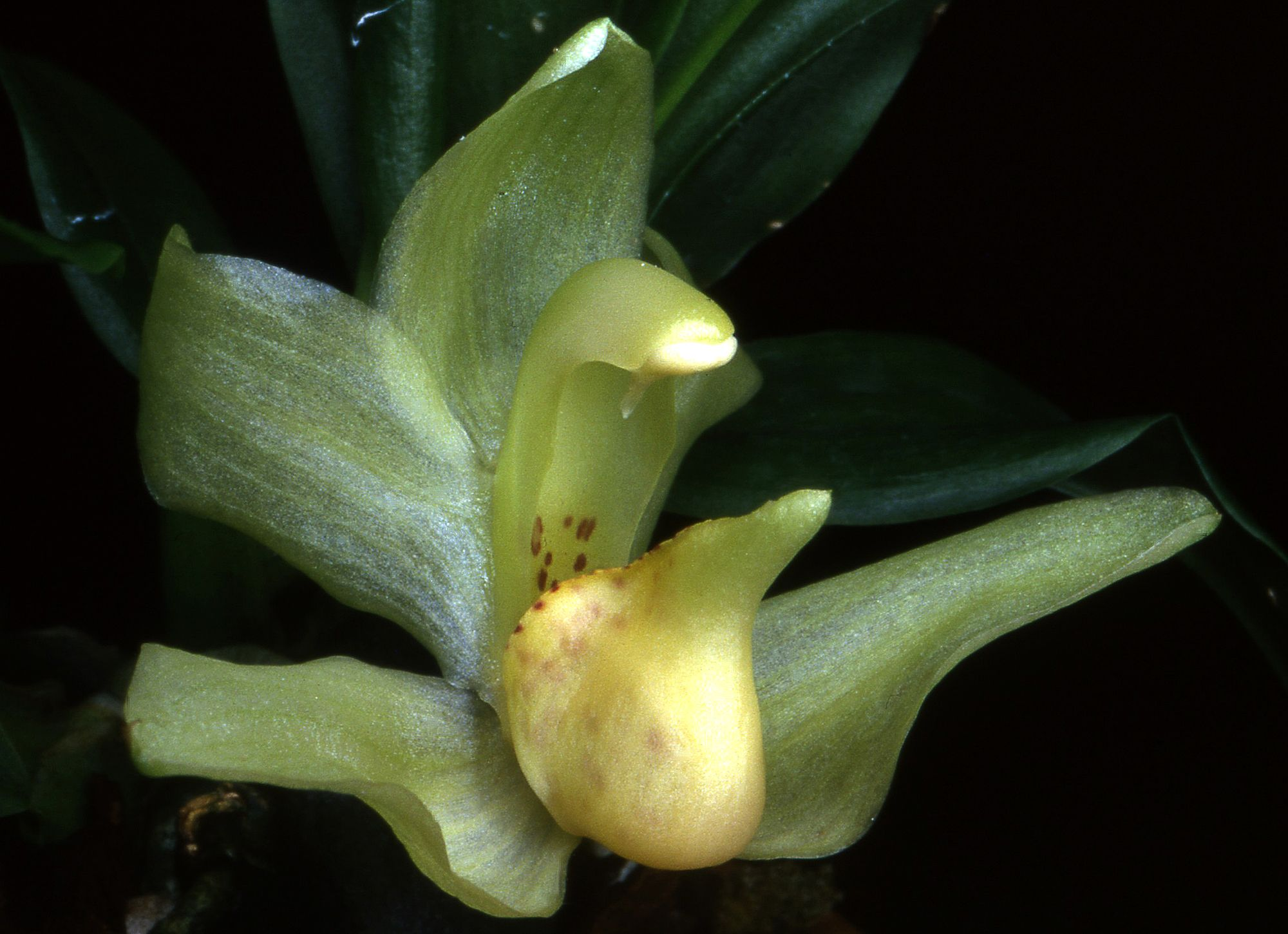
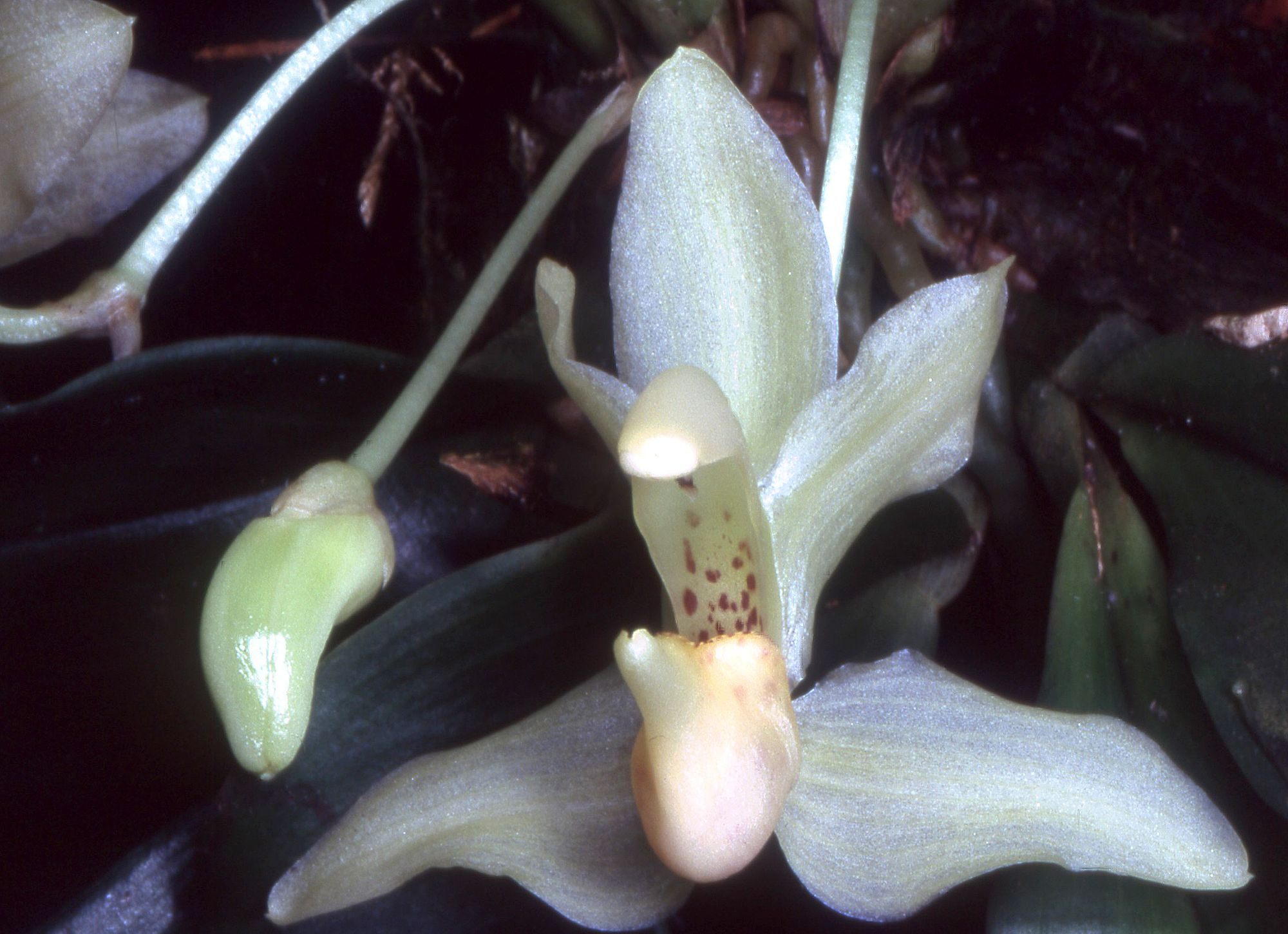